# Conquista de Faro (1249)
A Conquista de Faro refere-se ao evento da conquista daquela cidade ao Império Merínida por D. Afonso III de Portugal e Algarve, ocorrido em 1249.
A conquista dá-se no contexto da perda paulatina das praças do vale do Guadiana e da parte oriental do Algarve por Ibn-Mahfuz, senhor da taifa de Niebla, e último representante do poder muçulmano no Alandalus ocidental. Com a conquista de Sevilha em 1249, Ibn-Mahfuz fica completamente isolado, não lhe restando outra alternativa que não um entendimento com Fernando III de Castela.
Em 1249 restavam ainda as povoações muçulmanas de Aljezur, Faro, Loulé, Porches e Albufeira, cujos senhores se submeteram à autoridade dos Merínidas de Marrocos e eram difíceis de tomar sem recurso a uma frota.
A cidade de Faro, isolada e sem esperança de socorro por parte das forças muçulmanas, terá capitulado facilmente perante as forças das ordens militares, aguerridas e bem disciplinadas, mesmo sendo estas constituídas, provavelmente, por um pequeno número de efetivos. Assim se explica que nas fontes coevas muçulmanas esta e outras praças algarvias surjam não como conquistadas, mas como "entregues" aos cristãos.
A tomada da cidade teve lugar em março de 1249, como o atesta a escritura de doação por el-Rei de umas casas em Santarém a D. João Peres de Aboim, dada em Santa Maria de Faro naquele mês, quando em fevereiro desse ano o rei ainda se documenta em Ourém.
É provável que o  próprio rei D. Afonso III tenha tomado parte na conquista, embora de modo discreto, assim como o Mestre da Ordem de Santiago, D. Paio Correia. No evento, assim como na conquista do Algarve, de modo geral, observar-se, segundo alguns autores, a ausência de representantes das principais famílias do Reino de Portugal, sendo os presentes em Faro, na sua maioria, filhos segundos e até bastardos, refletindo a importância dos atos bélicos para aqueles que pouco podiam esperar da herança paterna. Alguns destes são efetivamente recompensados, originando famílias que marcarão a nobreza portuguesa os finais daquele século, e a centúria seguinte.
Contudo, segundo o historiador Anselmo Braamcamp Freire, para a conquista final do Algarve contribuíram efetivamente os cavaleiros das ordens militares, sobretudo os de Avis e Santiago, destacando-se, entre os fidalgos principais que nela participaram, Egas Lourenço da Cunha, o seu cunhado o alcaide de Santarém Martim Dade, o chanceler Estevão Anes, e Mem Soares de Melo, senhor de Melo.
Conquistada Faro, Loulé rendeu-se ao cabo de fraca resistência. Porches e Albufeira renderam-se ao grão-mestre de Avis D. Lourenço Afonso. Por fim, Aljezur, última povoação no Algarve ainda em poder dos muçulmanos, foi tomada em certa manhã pelo grão-mestre Paio Peres Correia.